# Бедренец смешиваемый
Бе́дренец смешиваемый (лат. Pimpinella confusa) — многолетнее травянистое растение, вид рода Бедренец (Pimpinella) семейства Зонтичные (Apiaceae).  По современной классификации название является устаревшим синонимом таксона Pimpinella tragium subsp. pseudotragium.

## Распространение и экология
Ареал вида охватывает Малую Азию, Закавказье и Иран. Описан из Даралагеза.
Произрастает на каменисто-щебнистых склонах.

## Биологическое описание
Корневище толстое, ветвистое, многоглавое, при основании стеблей густо одетое остатками листовых черешков. Стебли высотой 15—45 см, ветвистые, прямые, мало олиственные, вместе с листьями одетые короткими курчавыми волосками.
Прикорневые листья многочисленные, в очертании продолговатые, на черешках почти равных пластинке или более длинных. Пластинка просто-перистая с нижними долями на коротких черешочках, верхними сидячими, при основании неравномерно крупно-зубчатыми или надрезанными.
Зонтики в поперечнике 2—3,5 см, с 10—20, слегка опушёнными, иногда почти голыми лучами. Обёртки и обёрточки отсутствуют. Лепестки белые или розоватые, длиной около 1 мм.
Плоды яйцевидно-продолговатые, длиной 2—2,5 мм, шириной 1,2 мм. Подстолбие коротко коническое; стлобик при отцветании длиной 2,5—3 мм.

## Таксономия
Вид Бедренец смешиваемый входит в род Бедренец (Pimpinella) семейства Зонтичные (Apiaceae) порядка Зонтикоцветные (Apiales).
|  |                                      |  |                                                             |                                                             |                     |  | ещё 8 семейства (согласно Системе APG II) | ещё 8 семейства (согласно Системе APG II) |                          |  |  |  | ещё около 150 видов |
|  |                                      |  |                                                             |                                                             |                     |  | ещё 8 семейства (согласно Системе APG II) | ещё 8 семейства (согласно Системе APG II) |                          |  |  |  | ещё около 150 видов |
|  |                                      |  |                                                             | порядок Зонтикоцветные                                      |                     |  |                                           |                                           | род Бедренец             |  |  |  |                     |
|  |                                      |  |                                                             | порядок Зонтикоцветные                                      |                     |  |                                           |                                           | род Бедренец             |  |  |  |                     |
|  | отдел Цветковые, или Покрытосеменные |  |                                                             |                                                             | семейство Зонтичные |  |                                           |                                           | вид Бедренец смешиваемый |  |  |  |                     |
|  | отдел Цветковые, или Покрытосеменные |  |                                                             |                                                             | семейство Зонтичные |  |                                           |                                           |                          |  |  |  |                     |
|  |                                      |  | ещё 44 порядка цветковых растений (согласно Системе APG II) | ещё 44 порядка цветковых растений (согласно Системе APG II) |                     |  |                                           | ещё более 300 родов                       | ещё более 300 родов      |  |  |  |                     |
|  |                                      |  |                                                             | ещё 44 порядка цветковых растений (согласно Системе APG II) |                     |  |                                           |                                           | ещё более 300 родов      |  |  |  |                     |